# Свободный (Адыгея)
Свободный — посёлок в Красногвардейском районе Республики Адыгея России.
Относится к Хатукайскому сельскому поселению.

## Географическое положение
Расположен в 7 км к северо-востоку от села Красногвардейского, на побережье Краснодарского водохранилища реки Кубани.

## История
Посёлок возник на месте хутора Пезе-де-Корваль, названного по фамилии баронессы А. И. Пезе-де-Корваль, вокруг имения которой он образовался. Основан в 1902 году, хотя такое название встречается в 1882 году в «Списке населенных мест Кубанской области по данным 1882 года» (Тифлис, 1885).

## Население
| 2002 | 2010 | 2013 | 2014 | 2015 | 2016 | 2017 |
| ---- | ---- | ---- | ---- | ---- | ---- | ---- |
| 71   | ↘8   | ↘6   | →6   | ↘5   | ↗6   | ↗7   |
| 2018 | 2019 | 2020 | 2021 | 2023 | 2024 |      |
| ↗8   | ↗9   | →9   | ↘5   | →5   | ↗6   |      |

По переписи 1926 года на хуторе проживало 98 человек.. Населённый пункт сильно пострадал во время наводнения 2002 года, большинство населения было переселено в аул Хатукай.